# Museu Galileu
El Museu Galileu o antigament Istituto y Museo de Storia della Scienza (Institut i Museu d'història de la ciència) es troba a Florència, Itàlia, a la Piazza dei Giudici, al costat del riu Arno. Es troba en el Palazzo Castellani, un edifici que era conegut com el Castello d'Altafronte del segle xi.
El Museu Galileu posseeix una important col·lecció d'instruments científics, que evidencia el paper crucial que els Medici i els grans ducs de Lorena van exercir en la ciència i els científics.
El Museu di Storia della Scienza va tornar a obrir al públic sota el nou nom Museu Galileu el 10 de juny de 2010, després d'un tancament de dos anys a causa d'importants obres de remodelació i renovació. Va ser inaugurat just quatre-cents anys després de la publicació al març de 1610 del Sidereus Nuncius, el llibre que va revolucionar la concepció de l'univers.

## El Museu
El Museu compta amb els instruments científics valuosos de les col·leccions de Medici que primer van ser exhibits en la Stanzino delle Matematiche (sala de les matemàtiques) a Uffizi. Més tard van ser traslladats al Museu di Fisica e Storia Naturale (Museu de física i Història Natural) fundada el 1775 pel duc Pere Leopold de Lorena.
Durant el regnat dels grans ducs de Lorena, es van afegir nous instruments a les col·leccions científiques. El 1929, la primera exposició italiana de la història de la ciència a Florència va destacar la importància d'aquestes col·leccions de patrimoni cultural d'Itàlia. Com a conseqüència, el 1930 la Universitat de Florència va donar a llum al Istituto di Storia della Scienza i el Museu adjunt). L'Institut va tenir la seva seu en el Palazzo Castellani i va ser confiat amb les col·leccions d'instruments de les dinasties Medici i Lorena.
L'exposició permanent es compon de mostres cronològiques i temàtiques.

## La col·lecció Medici
Hi ha nou habitacions de la planta dedicades a les col·leccions de Medici, que data del segle xv fins al segle xviii. L'exposició permanent inclou tots els artefactes únics de Galileu, que entre les quals destaquen els seus únics dos sextants telescopis; termòmetres utilitzats pels membres de l'Accademia del Cimento; i una extraordinària col·lecció d'esferes armil·lars gegants.

## La col·lecció Lorena
Hi ha nou habitacions en el segon pis de la casa d'instruments i aparells experimentals recollits per la dinastia de Lorena (segle xviii), que donen testimoniatge de la notable contribució de la Toscana i Itàlia al progrés de l'electricitat, l'electromagnetisme i la química. Els objectes exposats inclouen models en cera d'obstetrícia de l'Hospital de Santa Maria Nuova, un gabinet de química del Gran Duc Pere Leopold i màquines en el taller del Museu di Fisica e Storia Naturale per il·lustrar les lleis físiques fonamentals.

## Galeria

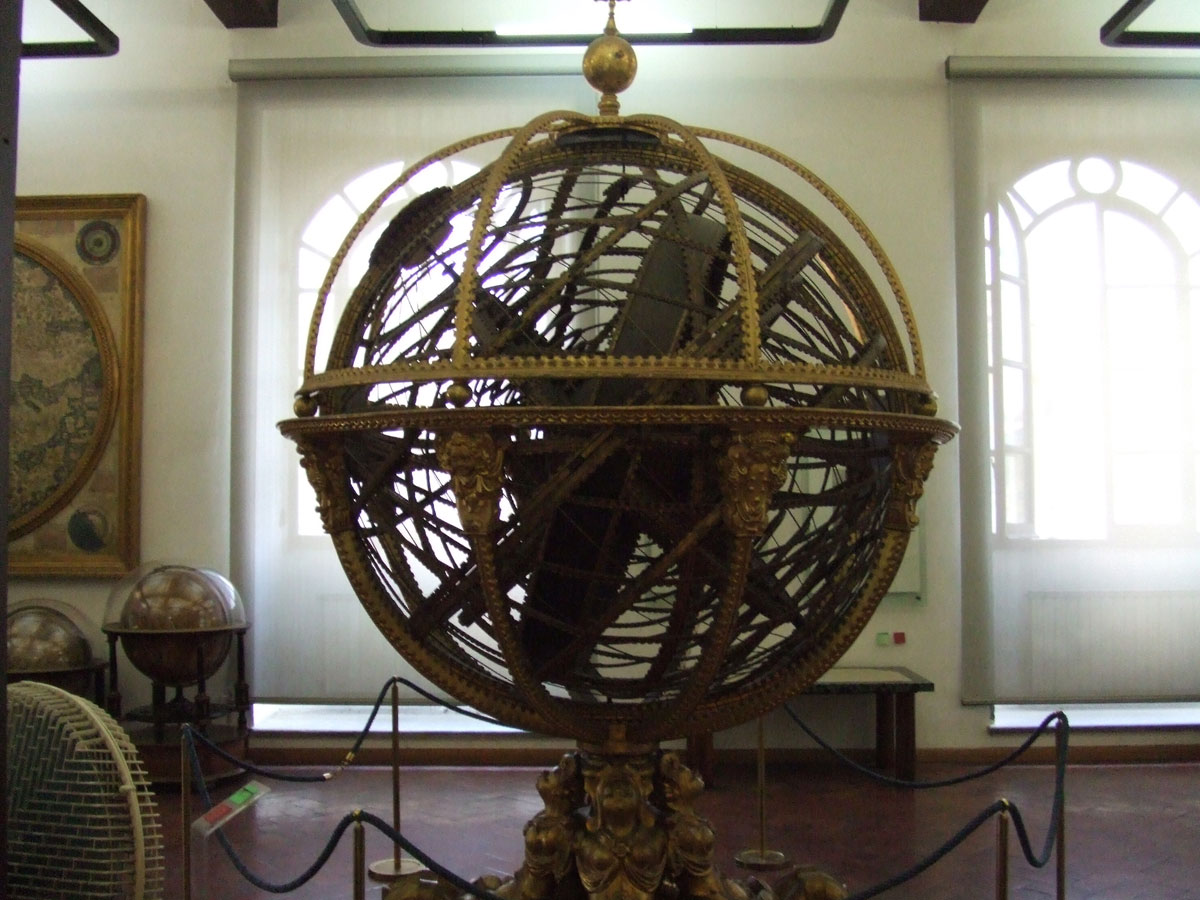
Esfera armil·lar d'Antonio Santucci (1585)
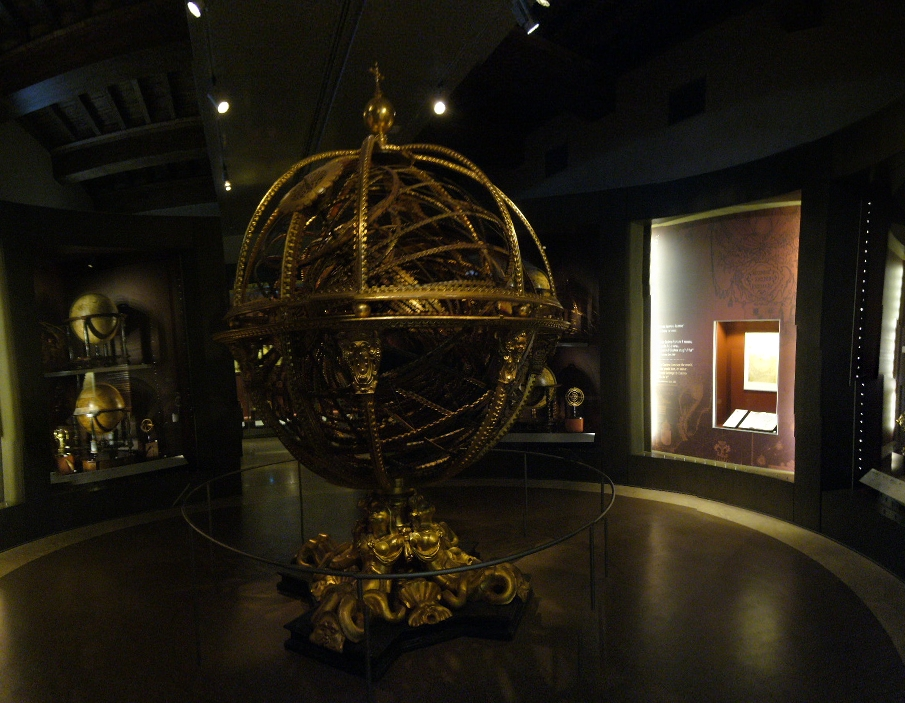
Una altra mostra d'esfera armil·lar d'Antonio Santucci
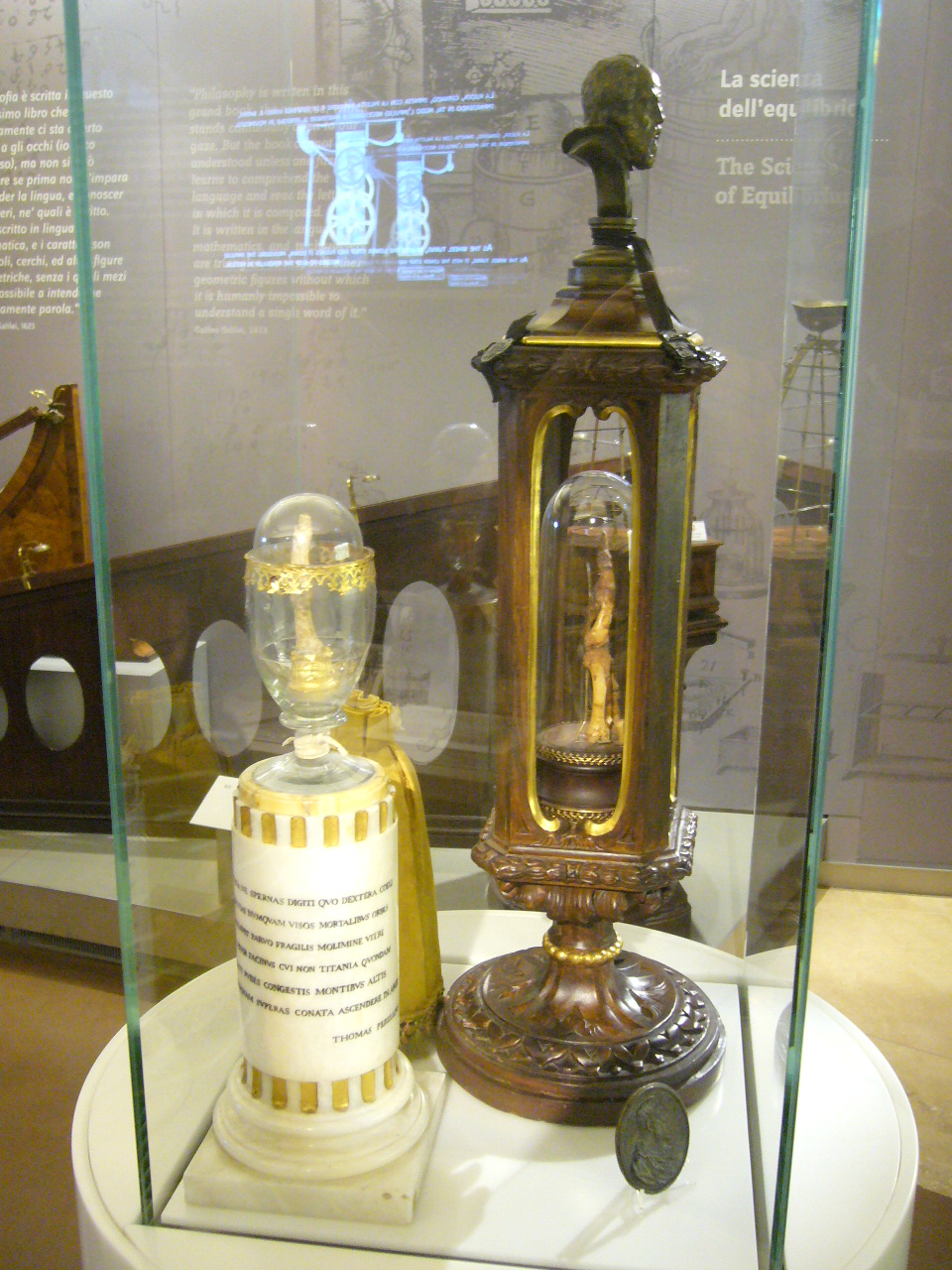
Dit del mig de la mà dreta de Galileu.
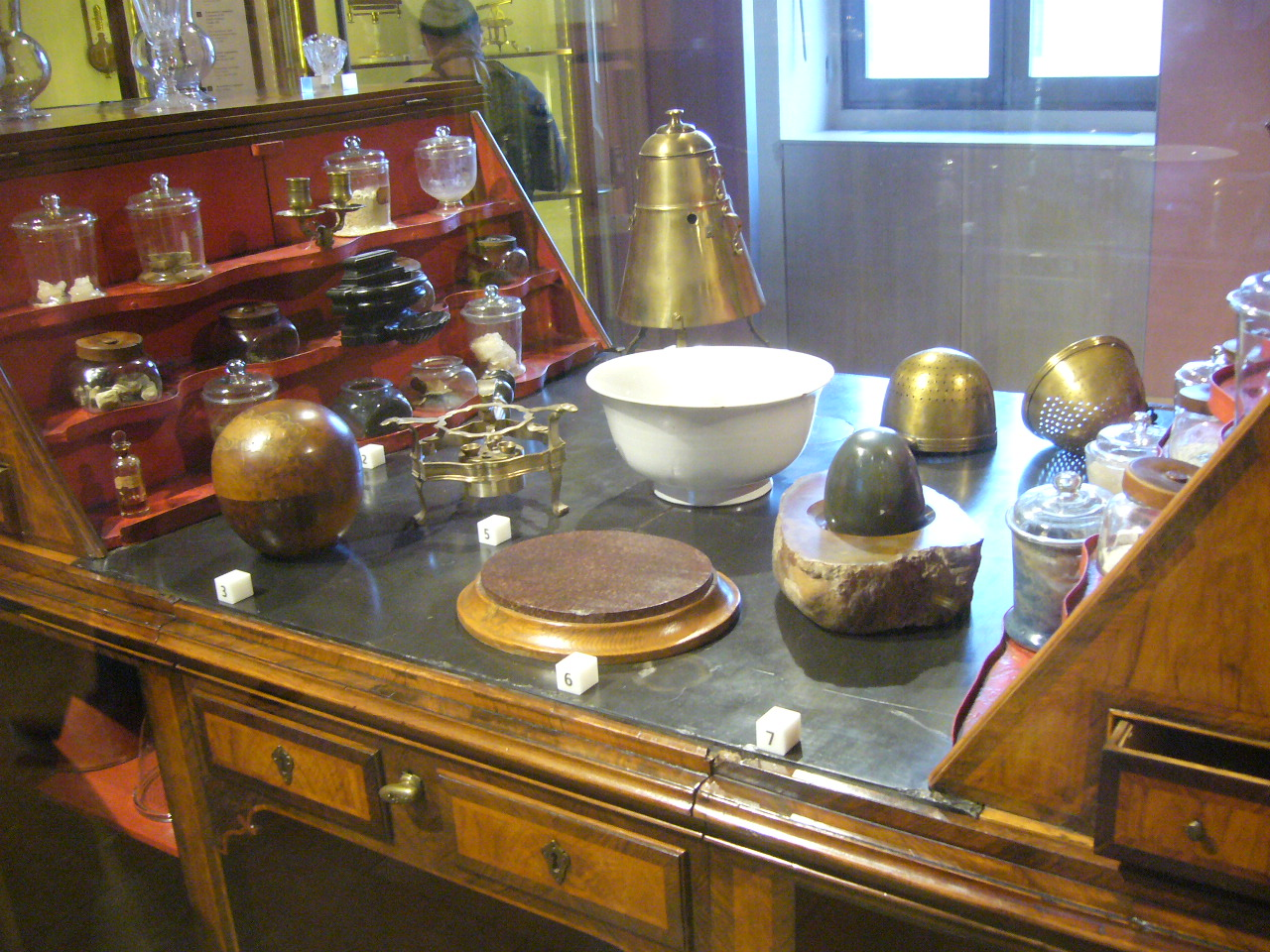
Gabinet de química.
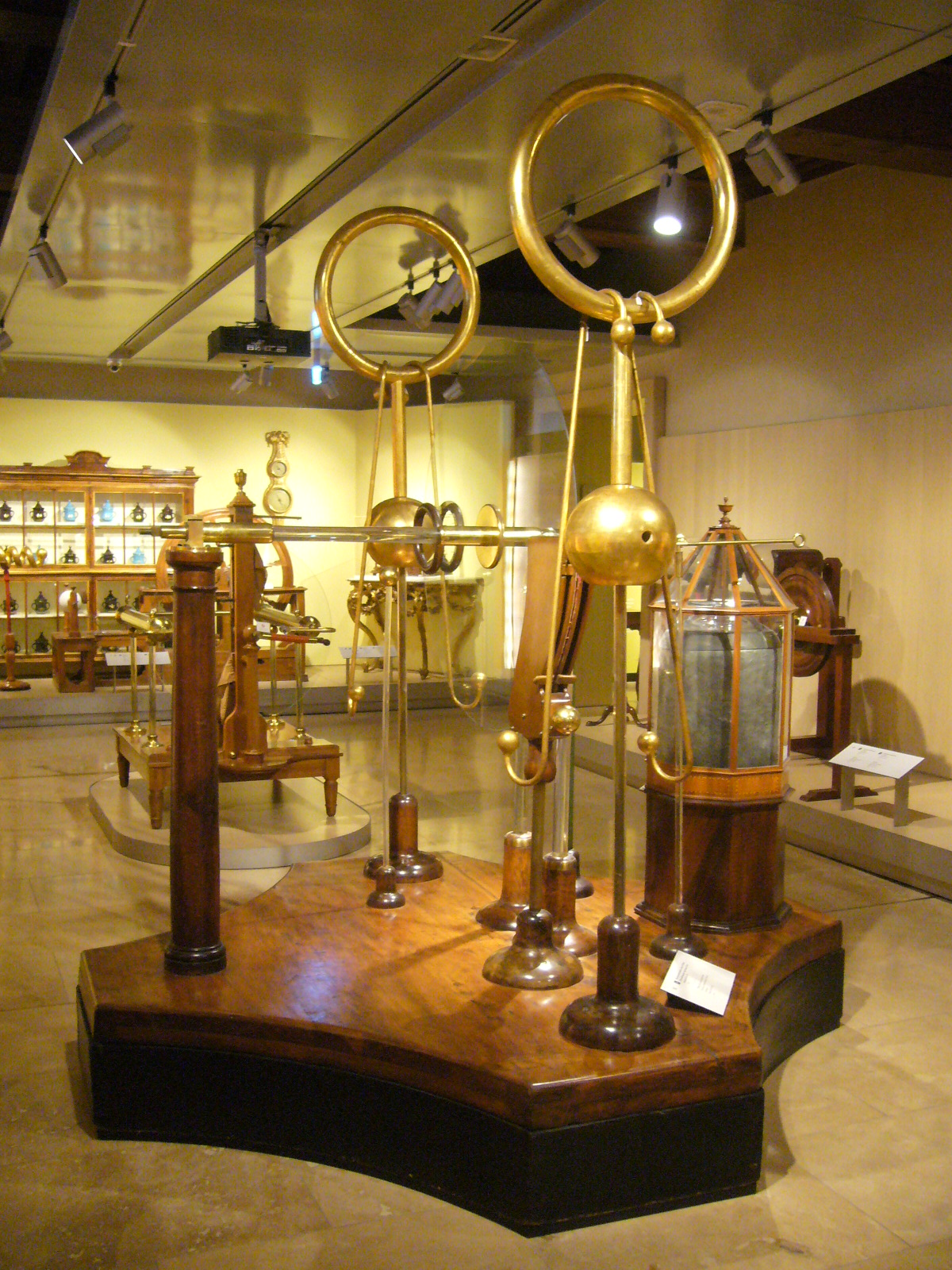
Màquina electroestàtica de disc de Winter.

## La biblioteca
La biblioteca, que ha estat part de l'Institut des de la seva fundació, va ser completament remodelada el 2002, quan va ser traslladada a la tercera planta del Palazzo Castellani. La nova configuració arquitectònica va rebre el premi Bibliocom Biblioteche en vetrina. La biblioteca conté unes 150.000 obres sobre la història de la ciència. La col·lecció de llibres antics consta de gairebé 5.000 obres. Inclou la col·lecció dels Medici-Lorena, de llibres científics sobretot de física i matemàtiques, que es van reunir per les dinasties toscanes durant més de cinc segles. La biblioteca és també llar de diverses col·leccions del segle xviii al XX d'arxius i un arxiu fotogràfic relacionat amb la història del Museu, col·leccions, instruments antics i llocs d'interès científic. La contemporània col·lecció inclou llibres en italià i en els principals idiomes europeus i té un creixement anual d'aproximadament 1.800 noves adquisicions, i el material de la biblioteca es pot buscar al catàleg en línia.
Entre les activitats de la biblioteca hi ha la compilació de bibliografies – en particular la bibliografia de Galileu internacional – i la catalogació dels documents pertinents a la història de la ciència, encara que no estigui en possessió de la biblioteca.

## El laboratori Multimèdia
Conscients de la importància creixent de la tecnologies d'informació, el Museu Galileu va començar el seu propi laboratori de Multimèdia el 1991. El laboratori produeix aplicacions interactives online i offline, relacionades amb la difusió i documentació de col·leccions permanents i exposicions temporals i crea arxius digitals per a la investigació històrica científica.